# Збалансований транспорт

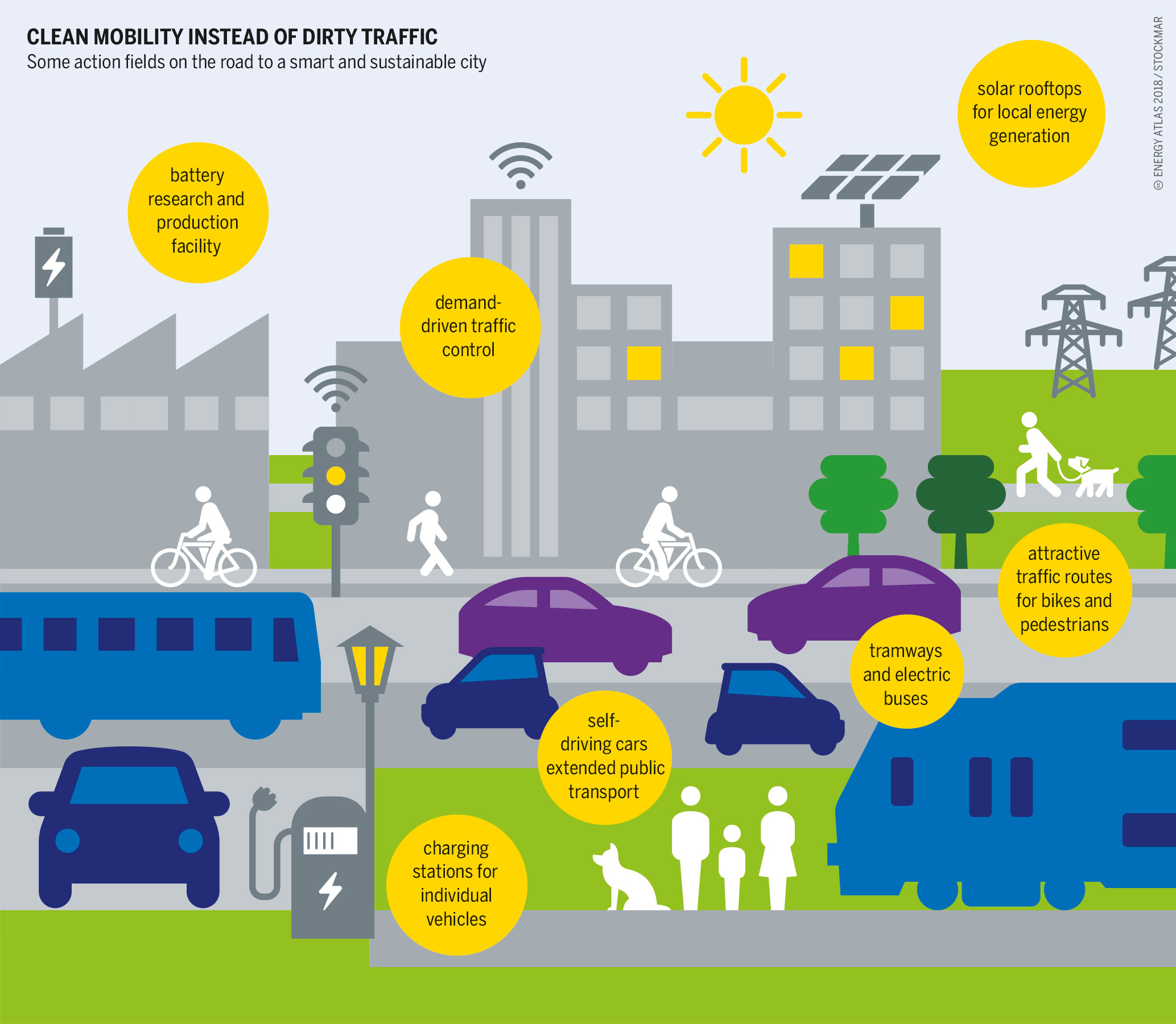
Можливий сценарій чистої мобільності

Збалансований (або ж сталий чи стійкий, або стала мобільність, англ. - Sustainable transport) транспорт — спосіб організації транспортування, який є стійким з точки зору його соціального та екологічного впливу. Компонентами для оцінки стійкості є транспортні засоби, джерела енергії ; інфраструктура, що використовується (вулиці, автомобільні дороги, залізниці, повітряні шляхи, водні шляхи, канали та термінали). Транспортні операції та логістика, а також розвиток, орієнтований на громадський транспорт, також беруть участь в оцінці. Стійкість транспорту значною мірою вимірюється ефективністю транспортної системи, а також впливом системи на довкілля та клімат. Транспортні системи мають значний вплив на довкіння, на них припадає від 20% до 25% світового споживання енергії та викидів вуглекислого газу. Більшість викидів, майже 97%, походить від прямого спалювання викопного палива. У 2019 році близько 95% палива було отримано з викопних джерел. Основним джерелом викидів парникових газів в Європейському Союзі є транспорт. У 2019 році на його частку припало приблизно 31% глобальних викидів і 24% викидів в ЄС. Крім того, до пандемії COVID-19 викиди зросли лише в цьому одному секторі. Викиди парникових газів транспортом зростають швидше, ніж будь-яким іншим енергоспоживаючим сектором. Автомобільний транспорт також є головним джерелом забруднення місцевого повітря та смогу.
Збалансовані транспортні системи роблять позитивний внесок у екологічну, соціальну та економічну стійкість громад, які вони обслуговують. Транспортні системи існують для того, щоб забезпечити соціальні та економічні зв’язки, і люди швидко користуються можливостями, які відкриває підвищена мобільність, а бідні домогосподарства отримують велику користь від варіантів транспорту з низьким вмістом вуглецю. Переваги збільшення мобільності необхідно зважити проти екологічних, соціальних та економічних витрат, які створюють транспортні системи. Короткострокова діяльність часто сприяє поступовому покращенню паливної ефективності та контролю викидів транспортних засобів, у той час як довгострокові цілі включають перехід від транспортування, заснованого на викопному паливі, до інших альтернатив, таких як відновлювана енергія та використання інших відновлюваних ресурсів. Весь життєвий цикл транспортних систем підлягає вимірюванню стійкості та оптимізації.
За оцінками Програми ООН з довкілля (ЮНЕП), щороку можна уникнути 2,4 мільйонів передчасних смертей через забруднення зовнішнього повітря. Особливо небезпечними для здоров'я є викиди сажі, компонента твердих частинок, який є відомою причиною респіраторних і канцерогенних захворювань і вагомий внесок у глобальну зміну клімату. Зв’язки між викидами парникових газів і твердими частинками роблять транспорт з низьким вмістом вуглецю все більш стійкою інвестицією на місцевому рівні — як за рахунок зменшення рівнів викидів, так і, таким чином, пом’якшення зміни клімату; а також шляхом покращення здоров'я населення через покращення якості повітря.
Соціальні витрати, пов’язані з транспортом, включають дорожні аварії, забруднення повітря, відсутність фізичної активності, час, який відбирають у сім’ї під час поїздок на роботу й назад, і вразливість до зростання цін на пальне. Багато з цих негативних впливів непропорційно спрямовані на ті соціальні групи, які також мають найменшу ймовірність володіти та керувати автомобілями. Затори на дорогах спричиняють економічні витрати, витрачають час людей і сповільнюють доставку товарів і послуг. Традиційне транспортне планування спрямоване на покращення мобільності, особливо для транспортних засобів, і може не врахувати належним чином ширший вплив. Але справжньою метою транспорту є доступ до роботи, освіти, товарів і послуг, друзів і сім’ї, і існують перевірені методи покращення доступу, які одночасно зменшують вплив на довкілля та соціальні мережі, а також керують заторами. Громади, які успішно покращують стійкість своїх транспортних мереж, роблять це в рамках ширшої програми створення більш яскравих, придатних для життя та екологічно чистих міст.

## Визначення

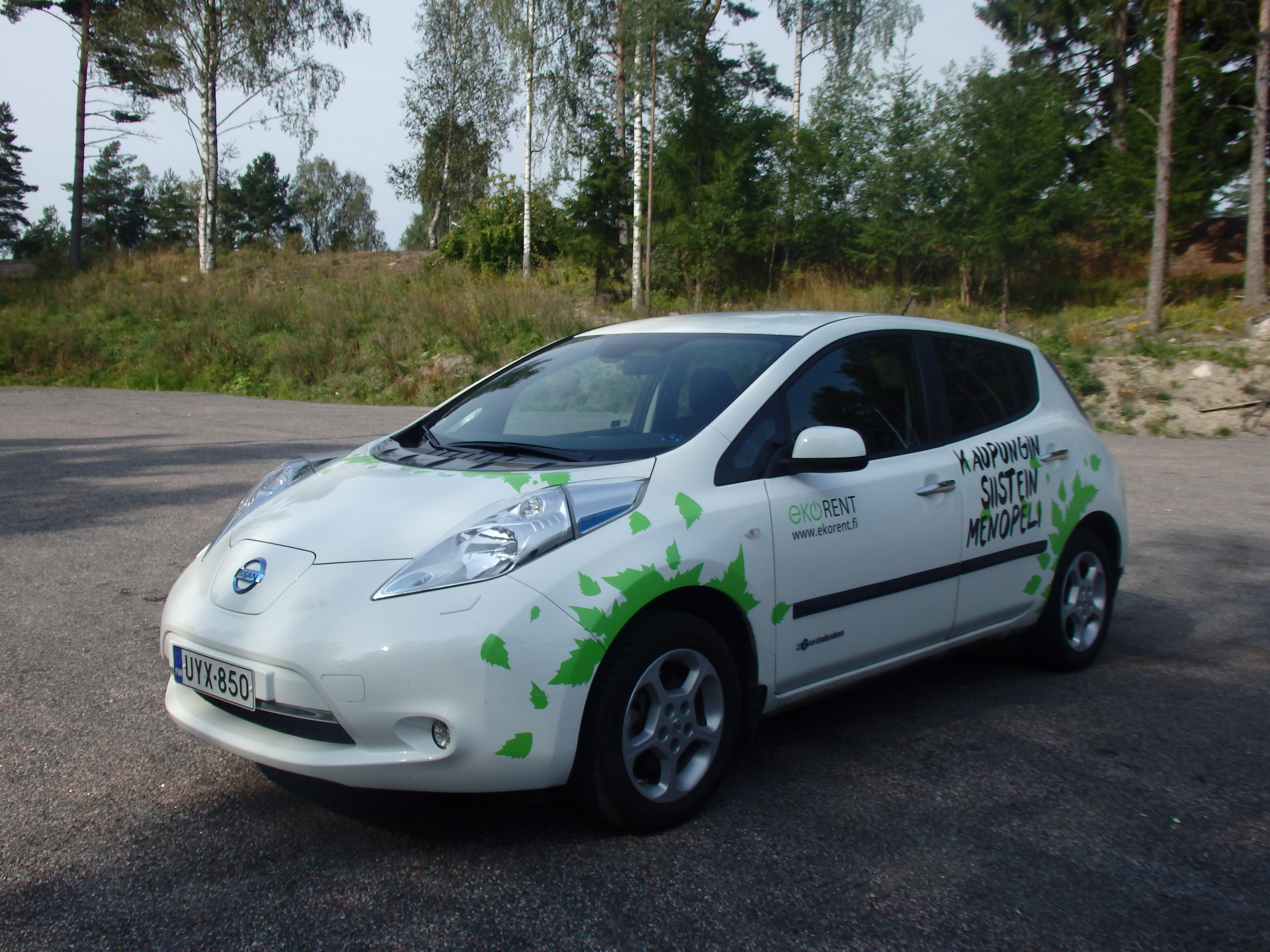
Електромобіль Ekorent у Гельсінкі, Фінляндія

Термін збалансований транспорт увійшов у вжиток, як логічне продовження сталого розвитку та використовується для опису видів транспорту та систем транспортного планування, які відповідають більш широким вимогам сталого розвитку. Існує багато визначень збалансованого транспорту та пов’язаних з ним термінів екологічний транспорт і стійка мобільність. Одне з таких визначень Ради міністрів транспорту Європейського Союзу визначає сталу транспортну систему як таку, яка:
- Дозволяє безпечно задовольняти базові потреби в доступі та розвитку окремих осіб, компаній і суспільства відповідно до здоров’я людини та екосистеми, а також сприяє справедливості всередині та між наступними поколіннями.
- Є доступним, працює чесно та ефективно, пропонує вибір виду транспорту та підтримує конкурентоспроможну економіку, а також збалансований регіональний розвиток.
- Обмежує викиди та відходи в межах здатності планети поглинати їх, використовує відновлювані ресурси на рівні або нижче рівня їх утворення, а також використовує невідновлювані ресурси на рівні або нижче темпів розвитку відновлюваних замінників, мінімізуючи при цьому вплив на використання землі та утворення шуму.

Існує потреба в тому, щоб люди займалися сталим розвитком. Сталий розвиток виходить за межі просто операційної ефективності та викидів. Оцінка життєвого циклу включає в себе питання про виробництво, використання та після використання. Проектування повного життєвого циклу важливіша, ніж зосередження на одному факторі, наприклад на енергоефективності.

## Переваги
Збалансований транспорт має багато соціальних та економічних переваг, які можуть прискорити місцевий сталий розвиток. Відповідно до серії серйозних доповідей Глобального партнерства зі стратегій розвитку низьких викидів (LEDS GP), екологічно чистий транспорт може сприяти створенню робочих місць, підвищити безпеку поїздок через інвестиції у велосипедні доріжки, пішохідні та непішохідні доріжки, зробити доступ до працевлаштування та соціальних можливостей більш доступним та ефективним. Це також створює практичну можливість заощадити час людей і доходи домогосподарств, а також державні бюджети, роблячи інвестиції в екологічний транспорт безпрограшною можливістю.

## Вплив на довколишнє середовище

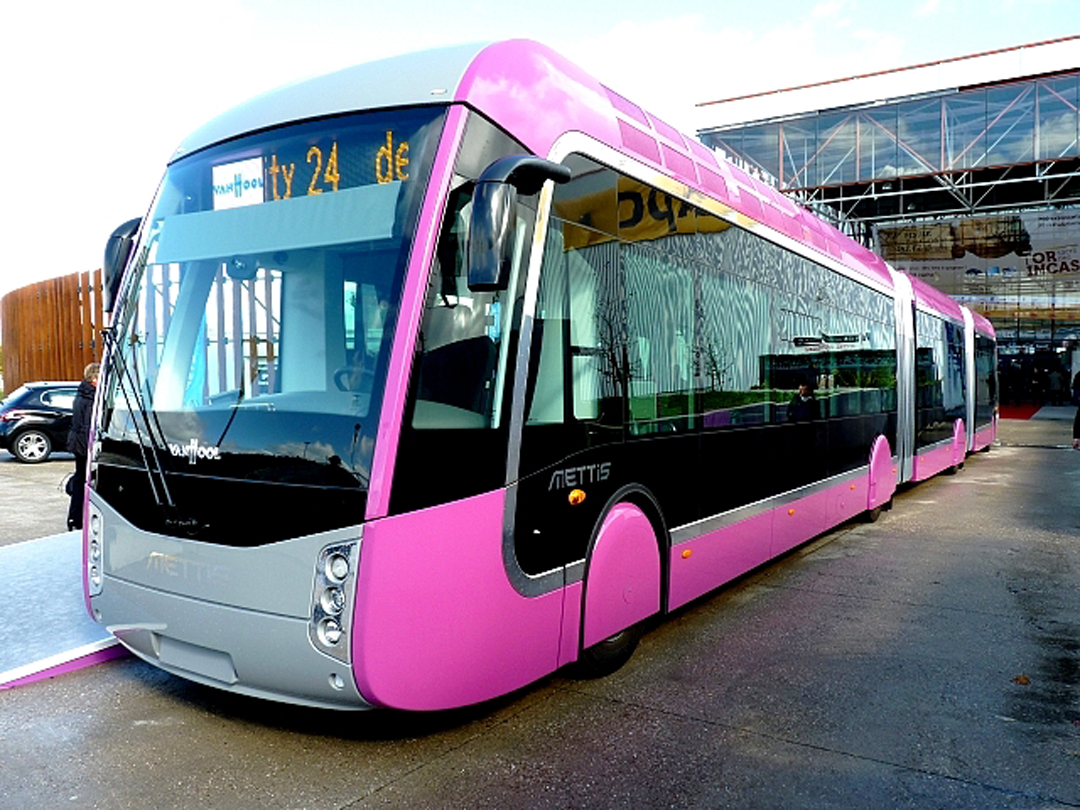
Швидкісний автобус Меца використовує дизель-електричний гібридний рухомий склад виробництва Van Hool.

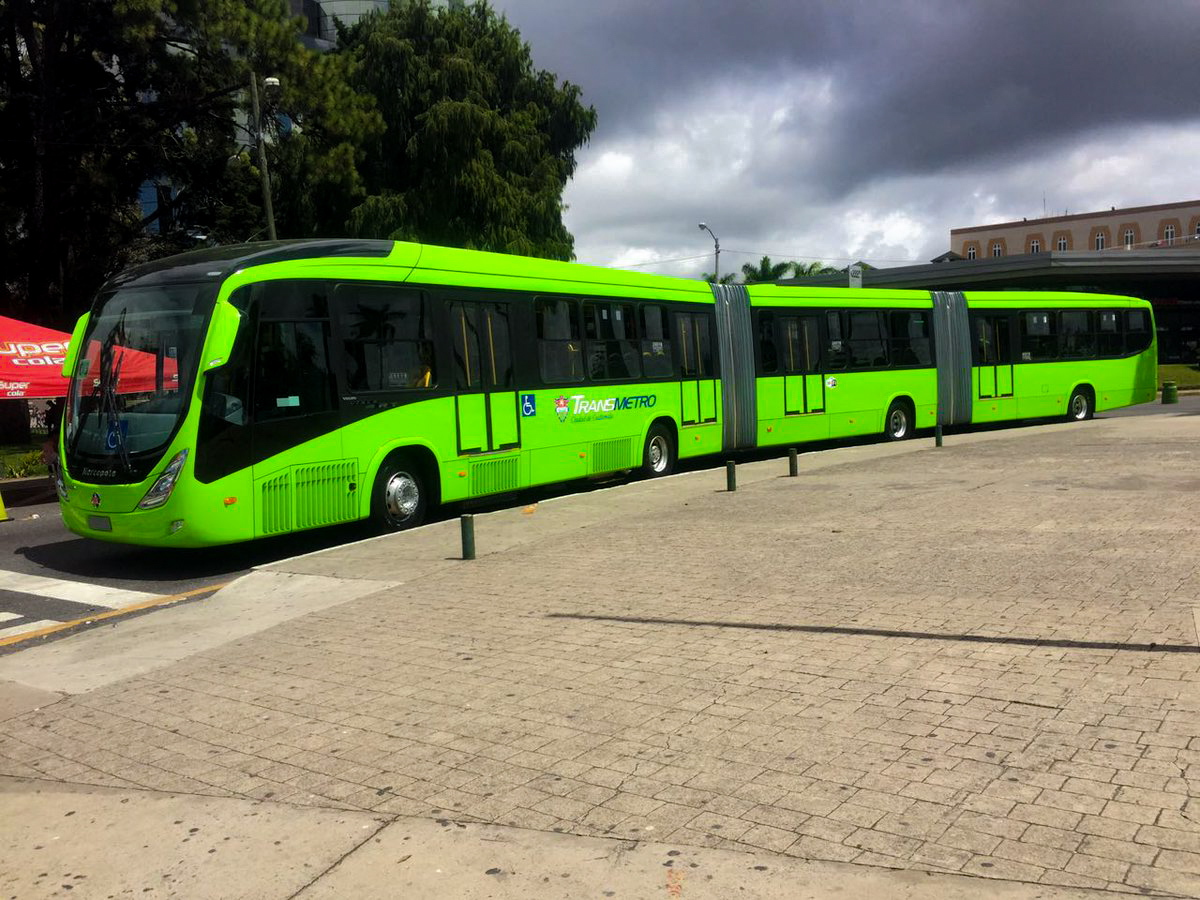
Багатосекційний електробус на маршруті швидкісного автобуса в місті Гватемала

Транспортні системи є головними джерелами парникових газів, відповідальними за 23% світових викидів парникових газів, пов'язаних з енергетикою, у 2004 році, з яких приблизно три чверті надходять від дорожніх транспортних засобів. Згідно з даними 2011 року, одна третина всіх парникових газів утворюється через транспорт. В даний час 95% транспортної енергії виробляється з нафти. Енергія споживається під час виробництва та використання транспортних засобів і є складовою також і транспортної інфраструктури, включаючи дороги, мости та залізниці. Моторизований транспорт також виділяє вихлопні гази, які містять тверді частинки, які є небезпечними для здоров’я людини та сприяють зміні клімату.
Перші історичні спроби оцінити вплив транспортного засобу протягом його життєвого циклу на довкілля належать Теодором фон Карману. Після десятиліть, протягом яких весь аналіз був зосереджений на виправленні моделі фон Кармана, Девульф і Ван Лангенхов запровадили модель, засновану на другому законі термодинаміки та ексергетичному аналізі. Честер і Орват розробили подібну модель на основі першого закону, який враховує необхідні витрати на інфраструктуру.
Вплив транспорту на довкілля можна зменшити шляхом зменшення ваги транспортних засобів, екологічних стилів водіння, зменшення тертя шин, заохочення електричних і гібридних транспортних засобів, покращення пішохідного та велосипедного середовища в містах, а також підвищення ролі громадського транспорту, особливо електрифікованої залізниці.
Екологічні транспортні засоби повинні мати менший вплив на довкілля, ніж еквівалентні стандартні транспортні засоби, хоча, коли вплив автомобіля на довкілля оцінюється протягом усього його життєвого циклу, це може бути не так.
Технологія електромобілів має потенціал для зменшення викидів CO 2 транспорту залежно від типу енергоносія автомобіля та джерела електроенергії. У країнах із значною часткою вугілля у виробництві електроенергії впровадження електромобілів має лише незначну користь для клімату або не приносить її взагалі. Кліматичні переваги суттєво відрізняються та залежать від розміру автомобіля, викидів електроенергії, режиму водіння та навіть погоди. Наприклад, Nissan Leaf у Великобританії у 2019 році виробляв третину парникових газів, відносно середнього автомобіля з двигуном внутрішнього згоряння.
Онлайн-електричний транспортний засіб (OLEV), розроблений Корейським передовим інститутом науки і технологій (KAIST), — це електричний транспортний засіб, який можна заряджати на місці або під час руху, таким чином усуваючи необхідність зупинятися на зарядній станції. у місті Гумі в Південній Кореї працює маршрут довжиною 24 км, при русі яким електробус отримає 100 кВт (136 кінських сил) електроенергії при максимальному коефіцієнті ефективності передачі потужності 85% при збереженні 17 см повітряного зазору між днищем автомобіля та дорожнім покриттям. При такій потужності лише кілька ділянок дороги потребують вбудованих кабелів. Гібридні транспортні засоби, які використовують двигун внутрішнього згоряння в поєднанні з електричним двигуном для досягнення кращої ефективності використання палива, ніж звичайний двигун внутрішнього згоряння, вже є поширеними.
Природний газ також використовується як транспортне паливо, але це менш перспективна технологія, оскільки він все ще є викопним паливом і все ще має значні викиди (хоча нижчі, ніж бензин, дизельне паливо тощо).
У 2007 році Бразилія задовольнила 17% своїх потреб у транспортному паливі за рахунок біоетанолу, але ОЕСР попередила, що успіх біопалива (першого покоління) у Бразилії пояснюється особливими місцевими обставинами. У міжнародному масштабі біопаливо першого покоління, за прогнозами, матиме незначний вплив або взагалі не матиме впливу на викиди парникових газів за значно вищих витрат, ніж заходи з енергоефективності. Однак біопаливо пізніших поколінь (2-4 покоління) справді має значні переваги для довкілля, оскільки вони не є рушійною силою для вирубки лісів або боротьби з проблемою харчування проти палива. Інші види відновлюваного палива включають водень, який (як і біопаливо, що вставляється) можна використовувати в транспортних засобах внутрішнього згоряння, взагалі не покладається на жодні культури (натомість виробляється за допомогою електрики) і навіть створює дуже незначне забруднення при спалюванні.
На практиці існує ковзаюча шкала зеленого транспорту залежно від його стійкості. Екологічні транспортні засоби є більш енергоефективними, але лише в порівнянні зі стандартними транспортними засобами, і вони все ще сприяють заторам і дорожнім аваріям. Добре підтримувані мережі громадського транспорту, засновані на традиційних дизельних автобусах, споживають менше пального на пасажира, ніж приватні транспортні засоби, і загалом безпечніші та займають менше дорожнього простору, ніж приватні транспортні засоби. Екологічні транспортні засоби громадського транспорту, включаючи електропоїзди, трамваї, тролейбуси та електробуси, поєднують переваги екологічних транспортних засобів із перевагами екологічного транспорту. Інші варіанти транспорту з дуже низьким впливом на довкілля – це велосипеди та інші транспортні засоби, які рухаються м'язовою силою, а також транспорт, який рухається тваринами. Найпоширенішим екологічним видом транспорту, який найменше впливає на довкілля, є ходіння пішки.

## Транспорт і соціальна стійкість

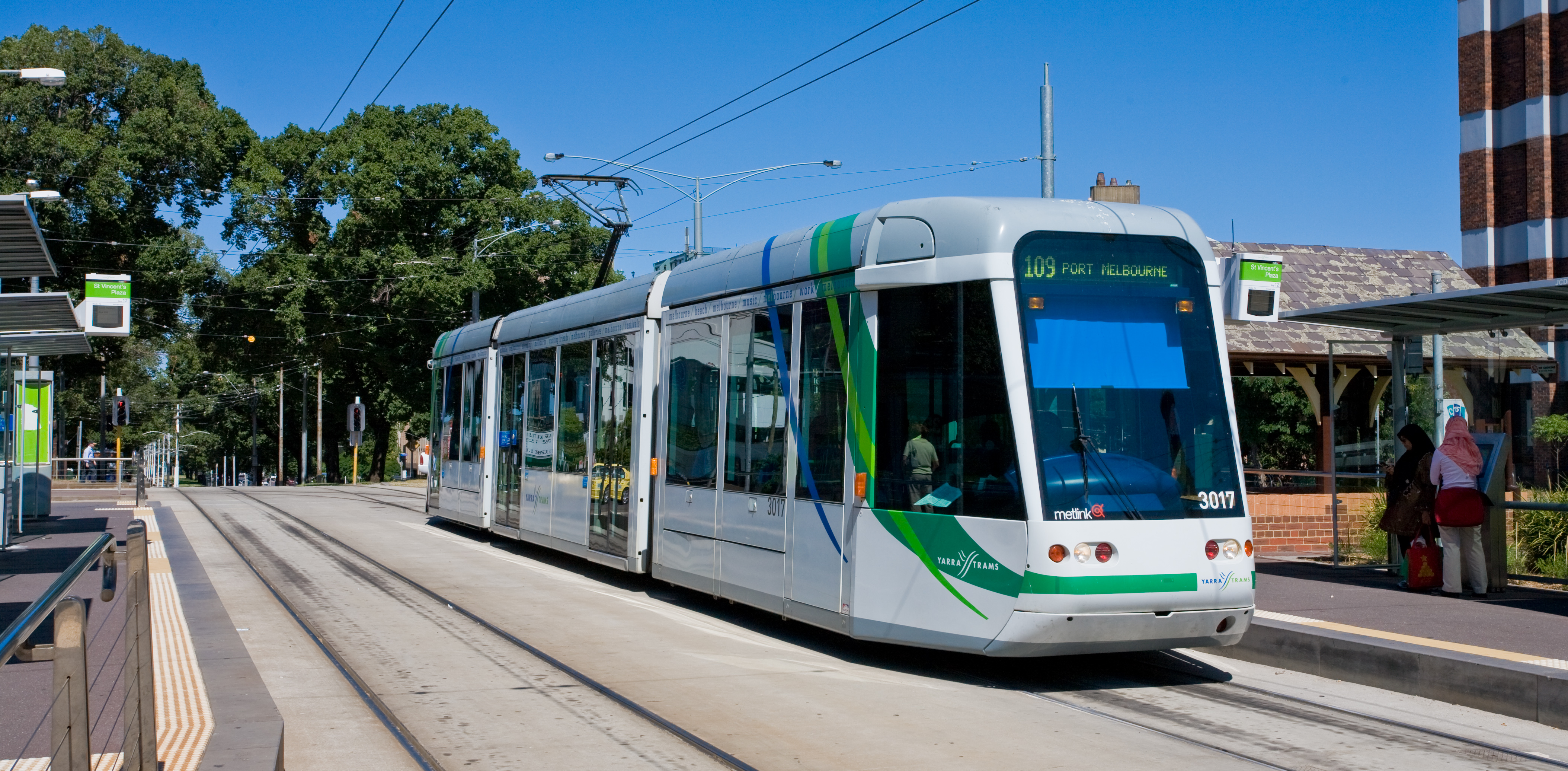
Трамвай у Мельбурні, Австралія

Міста з надмірно розвиненою дорожньою інфраструктурою зазнали непередбачуваних наслідків, пов’язаних із різким скороченням кількості громадського транспорту, пішохідного та велосипедного руху. У багатьох випадках вулиці втрачали «життя». Магазини, школи, державні центри та бібліотеки переїхали за межі центральних міст, а мешканці, які не втекли у передмістя, відчули значне погіршення якості громадського простору та громадських послуг. Оскільки школи були закриті, мегашколи, які замінили їх у віддалених районах, створили додатковий трафік; кількість автомобілів на дорогах США між 7:15 і 8:15 am збільшується на 30% протягом навчального року.
Ще одним наслідком стало збільшення сидячого способу життя, що спричинило та ускладнило національну епідемію ожиріння та супроводжувало різке збільшення витрат на охорону здоров’я.
Автомобільні транспортні системи створюють перешкоди для працевлаштування в районах з низьким доходом , оскільки багато осіб і сімей з низьким доходом змушені користуватися автомобілями, які вони не можуть собі дозволити, щоб підтримувати свій дохід.

## Потенційний перехід до збалансованого транспорту в країнах, що розвиваються
У країнах, що розвиваються, таких як Уганда, дослідники намагалися визначити фактори, які могли б вплинути на те, щоб мандрівники вибирали велосипеди як альтернативу мотоциклетним таксі (Bodaboda). Отримані дані свідчать про те, що загалом вік, стать і здатність людини їздити на велосипеді в першу чергу є ключовими факторами, що визначають її готовність перейти до більш стійкого режиму. Удосконалення транспортної системи, які можуть зменшити передбачувані ризики їзди на велосипеді, також вважаються найбільш впливовими змінами, які можуть сприяти більш широкому використанню велосипедів.

## Міста

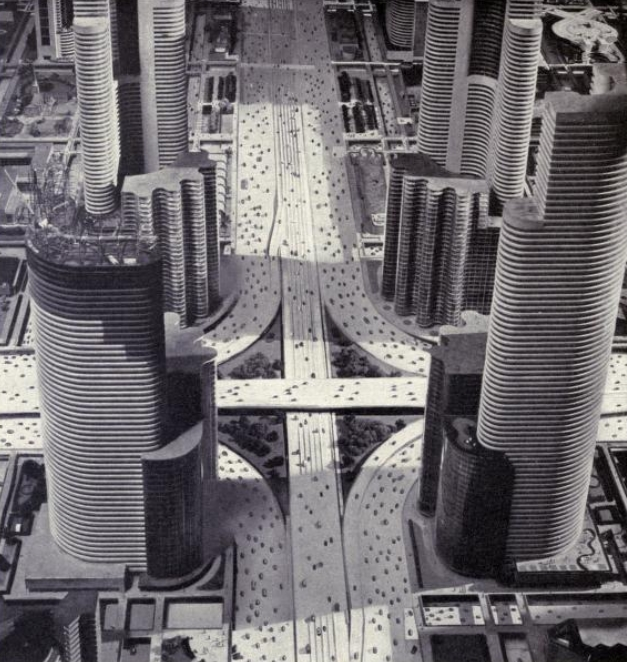
Футурама, виставка на Всесвітній виставці в Нью-Йорку 1939 року, була спонсорована компанією General Motors і демонструвала бачення міста завтрашнього дня.

Міста формуються завдяки їх транспортним системам. У «Місто в історії» Льюїс Мамфорд задокументував, як розташування та планування міст формувались навколо зручного для прогулянок центру, який часто розташовувався поблизу порту чи водного шляху, і з передмістями, до яких можна було дістатися тваринним транспортом або, пізніше, залізницею чи трамваєм.

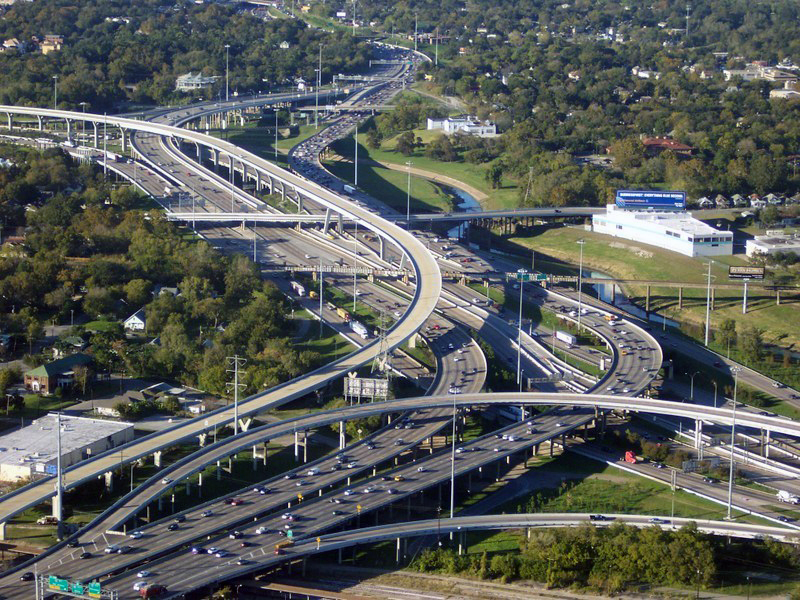
Інтерстейт 10 і 45 поблизу центру Х'юстона, штат Техас

У 1939 році на Всесвітній виставці в Нью-Йорку представили модель уявного міста, побудованого навколо автомобільної транспортної системи. У цьому «більшому та кращому світі завтрашнього дня» житлові, комерційні та промислові райони розділені, а хмарочоси височіли над мережею міських автострад. Ці ідеї захопили широку уяву, і їм приписують вплив на планування міста з 1940-х до 1970-х років.
Популярність автомобіля у післявоєнну епоху призвела до серйозних змін у структурі та функціях міст. У той час існувала певна опозиція цим змінам. Твори Джейн Джейкобс, зокрема «Смерть і життя великих американських міст», є гострим нагадуванням про те, що було втрачено під час цієї трансформації, і записом зусиль громади протистояти цим змінам. Льюїс Мамфорд запитав: «Місто для машин чи для людей?» Дональд Еппл’ярд задокументував наслідки збільшення автомобільного руху для громад у «Погляді з дороги» (1964), а у Великій Британії Майєр Хіллман вперше опублікував дослідження про вплив дорожнього руху на самостійну мобільність дітей у 1971 році Незважаючи на ці застереження, тенденції володіння автомобілями, використання автомобілів і споживання пального продовжували стрімко зростати протягом повоєнного періоду.

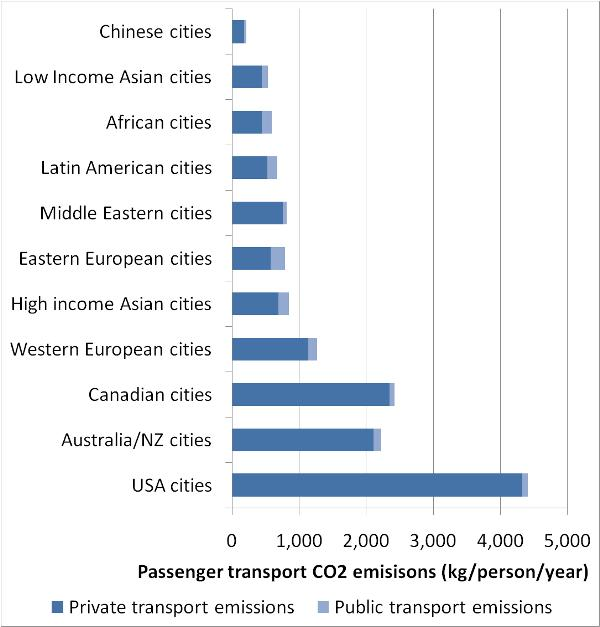
Викиди парникових газів від транспорту дуже різняться навіть для міст із порівнянним багатством. Джерело: UITP, База даних мобільності в містах.

Загальне транспортне планування в Європі, навпаки, ніколи не базувалося на припущеннях, що приватний автомобіль є найкращим або єдиним рішенням для міської мобільності. Наприклад, схема транспортної структури Нідерландів з 1970-х років вимагала, щоб попит на додаткову місткість транспортних засобів задовольнявся лише «якщо внесок у суспільний добробут є позитивним», а з 1990 року включила чітку мету скоротити вдвічі темпи зростання транспортних потоків. Деякі міста за межами Європи також послідовно пов’язують транспорт зі стійкістю та плануванням землекористування, зокрема Куритиба, Бразилія, Портленд (Орегон) і Ванкувер.
Існують великі відмінності у споживанні транспортної енергії між містами; середньостатистичний міський житель США витрачає щорічно в 24 рази більше енергії для приватного транспорту, ніж міський житель Китаю, і майже в чотири рази більше, ніж міський житель Європи. Ці відмінності не можна пояснити лише багатством, вони тісно пов’язані з рівнем використання пішки, велосипеда та громадського транспорту, а також із постійними особливостями міста, включаючи щільність міст та міський дизайн.

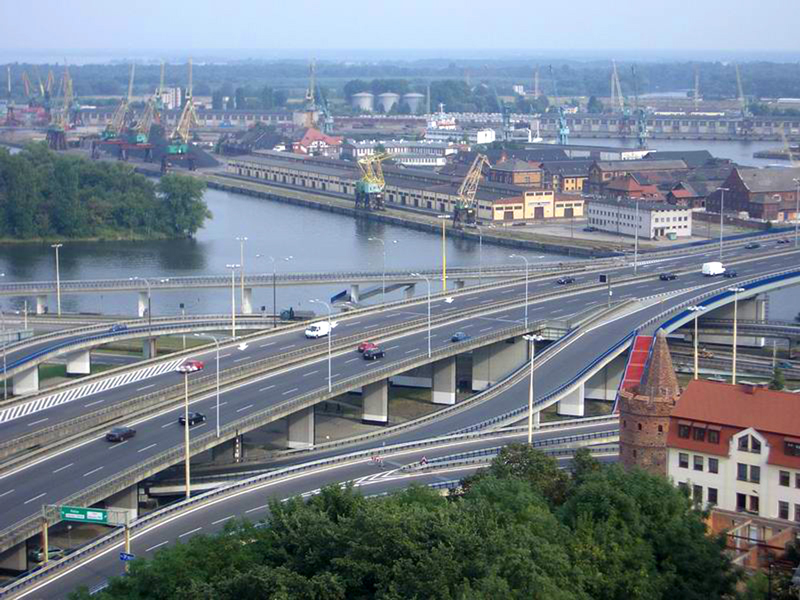
Об'їзна дорога в Старому місті Щецина, Польща

Міста та країни, які інвестували найбільше в автомобільні транспортні системи, зараз є найменш екологічно стійкими, якщо виміряти використання викопного палива на душу населення. Соціальна та економічна стійкість автомобільної транспортної техніки також була поставлена під сумнів. У Сполучених Штатах жителі розтягнених міст здійснюють більш часті та тривалі поїздки на автомобілі, тоді як жителі традиційних міських районів здійснюють таку ж кількість поїздок, але подорожують на коротші відстані та частіше ходять пішки, їздять на велосипеді та користуються громадським транспортом. Підраховано, що жителі Нью-Йорка щороку економлять 19 мільярдів доларів, просто володіючи меншою кількістю автомобілів і їздивши менше, ніж середній американець. Засобом міського транспорту, який потребує меншої кількості автомобілів, є каршерінг, який стає популярним у Північній Америці та Європі, і, за даними The Economist, каршеринг може зменшити володіння автомобілями, адже одне орендоване авто, може замінити близько 15 транспортних засобів у власності містян. Спільне використання автомобілів також запроваджено в країнах, що розвиваються, де завантаженість трафіком і щільність міст часто нижчі, ніж у розвинених країнах. Такі компанії, як Zoom в Індії, eHi в Китаї та Carrot в Мексиці, запроваджують спільне використання автомобілів у країнах, що розвиваються, щоб зменшити забруднення, пов’язане з автомобілями, покращити дорожній рух і збільшити кількість людей, які мають доступ до автомобілів.
30 вересня 2009 року Європейська Комісія прийняла План дій щодо міської мобільності для стійкої міської мобільності. Європейська комісія проведе огляд виконання Плану дій у 2012 році та оцінить необхідність подальших дій. У 2007 році 72% населення Європи проживало в містах, які є ключовими для зростання та зайнятості. Міста потребують ефективних транспортних систем для підтримки своєї економіки та добробуту своїх жителів. Близько 85% ВВП ЄС створюється в містах. Міські райони сьогодні стикаються з проблемою забезпечення сталого транспорту з точки зору довкління (CO 2, забруднення повітря, шум) і конкурентоспроможності (затори) з одночасним вирішенням соціальних проблем. Вони варіюються від потреби реагувати на проблеми зі здоров’ям і демографічні тенденції, сприяння економічній і соціальній єдності до врахування потреб осіб з обмеженою мобільністю, сімей і дітей.
C40 Cities Climate Leadership Group (C40) — це група з 94 міст у всьому світі, які керують міськими діями, спрямованими на зменшення викидів парникових газів і кліматичних ризиків, одночасно покращуючи здоров’я та добробут міських жителів. У жовтні 2019 року, підписавши Декларацію міст про чисте повітря C40, 35 мерів визнали, що дихати чистим повітрям є правом людини, і взяли на себе зобов’язання працювати разом, щоб сформувати глобальну коаліцію за чисте повітря.

## Політика та управління

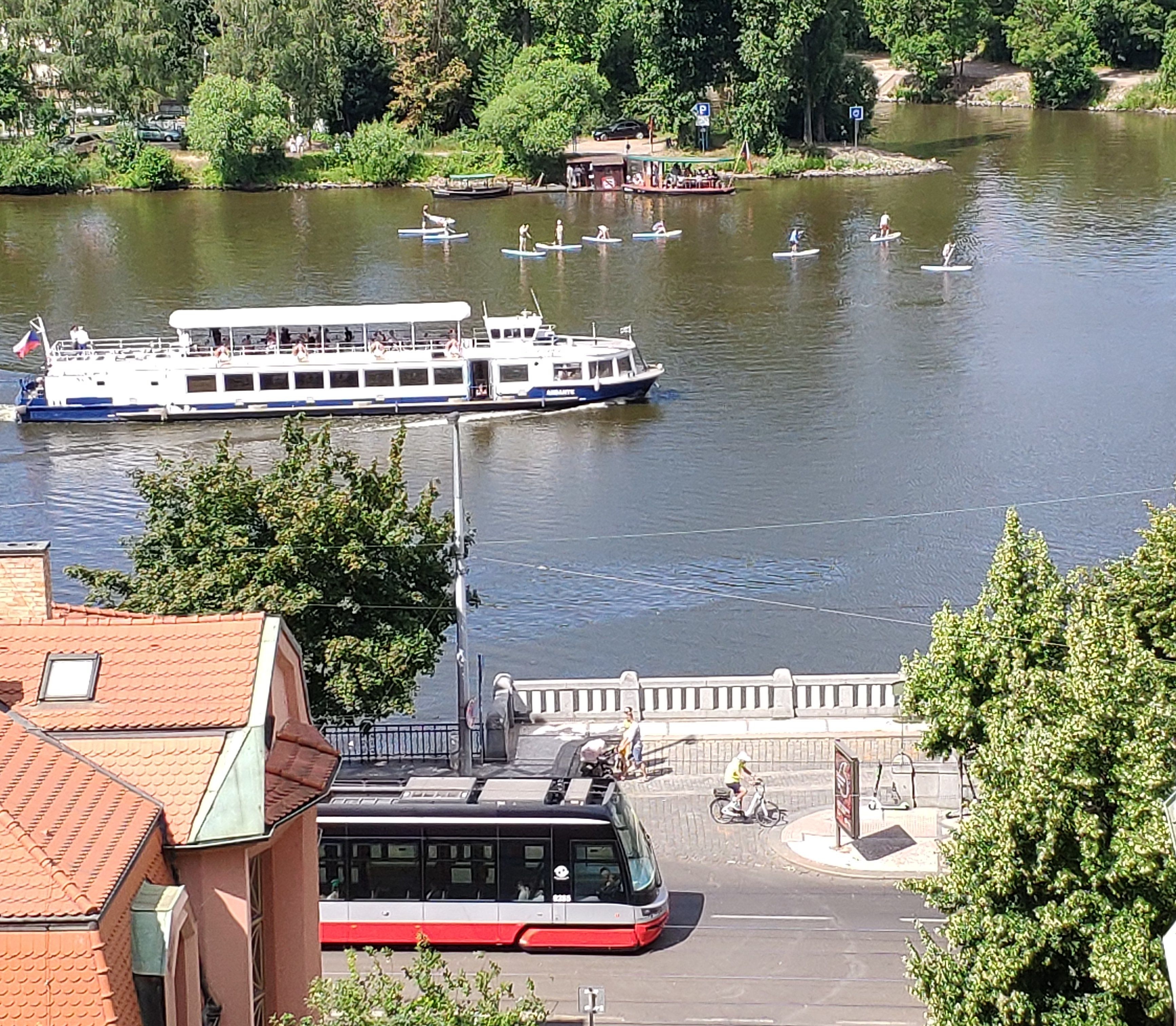
Сім екологічних видів транспорту в одному фото (Прага)

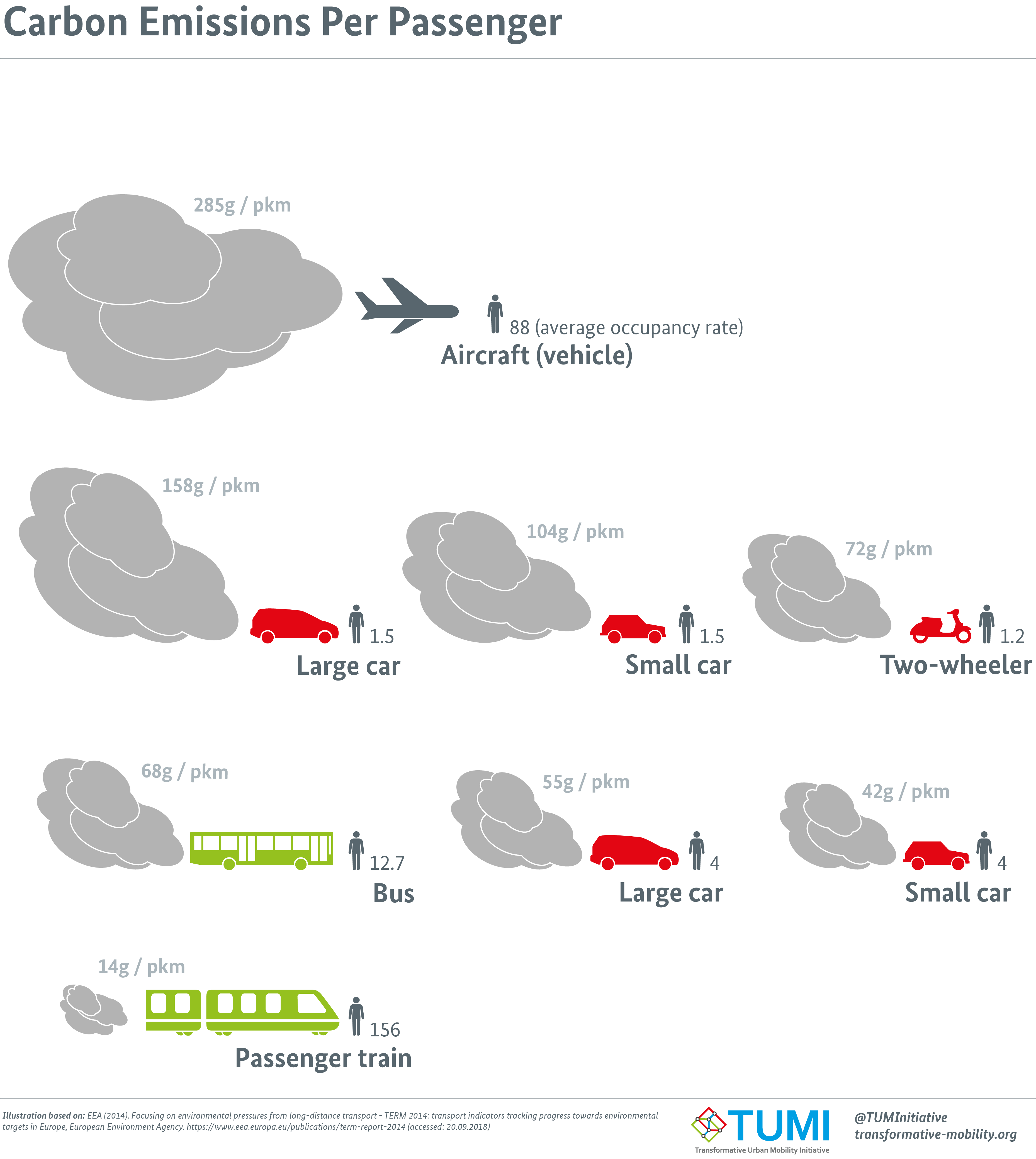
Викиди вуглецю з розрахунку на 1 пасажира

### За країною та містом

#### Велика Британія
У 2021 році Інститут досліджень публічної політики опублікував заяву, в якій говориться, що використання автомобілів у Сполученому Королівстві має скорочуватися, а активний транспорт і громадський транспорт повинні використовуватися більше. Міністерство транспорту відповіло, що витратить 2 мільярди фунтів стерлінгів на активний транспорт, що більше, ніж будь-коли, зокрема на те, щоб зробити залізниці Англії та решти Великобританії екологічнішими.

#### Німеччина
Деякі західні країни роблять транспорт більш стійким як у довгостроковій, так і в короткостроковій перспективі. Прикладом є модифікація доступного транспорту у Фрайбурзі, Німеччина. У місті розширюється використання громадського транспорту, їзди на велосипеді та ходіння пішки, а також запроваджуються великі території, де заборонено рух автомобілів.

#### Сполучені Штати Америки
Оскільки багато західних країн сильно орієнтовані на автомобілі, основним транспортом, яким користуються люди, є особисті транспортні засоби. Близько 80% їхніх подорожей пов’язані з автомобілями. Тому Каліфорнія є одним із найбільших викидачів парникових газів у Сполучених Штатах. Федеральний уряд має розробити деякі плани щодо зменшення загальної кількості поїздок транспортних засобів, щоб зменшити викиди парникових газів. Як от:
- Удосконалити громадський транспорт шляхом забезпечення більшої зони покриття для забезпечення більшої мобільності та доступності, нових технологій для забезпечення більш надійної та чутливої мережі громадського транспорту.
- Заохочення пішого та велосипедного пересування шляхом створення ширших тротуарів, станцій для велосипедистів у центрі міста, розміщення паркувальних місць подалі від торгових центрів, обмеження вуличного паркування, зниження швидкості транспорту в центрі міста.
- Збільшити витрати на володіння автомобілем і податки на газ за рахунок збільшення плати за паркування та зборів, заохочуючи людей їздити на транспортних засобах з більшою витратою палива. Це може спричинити проблему соціальної справедливості, оскільки люди з нижчими доходами зазвичай їздять на старих транспортних засобах із нижчою економічністю палива. Уряд може використати додатковий дохід від податків і зборів для покращення громадського транспорту та користі для бідних громад.[44]

#### Франція
У березні 2022 року у Франції набуде чинності закон про рекламу, згідно з яким усі рекламні матеріали для автомобілів повинні містити одну з трьох стандартних застережень, які заохочують використання екологічних транспортних практик. Це стосується всіх транспортних засобів, у тому числі електромобілів. У 2028 році також буде заборонено рекламувати транспортні засоби, які викидають понад 128 грамів вуглекислого газу на кілометр.

### На міському рівні
Політика збалансованого транспорту має найбільший вплив на рівні міста.
Деякі з найбільших міст Західної Європи мають відносно збалансований транспорт. У Парижі 53% пересувань здійснюються пішки, 3% - на велосипеді, 34% - на громадському транспорті і лише 10% - на автомобілі. У всьому регіоні Іль-де-Франс ходіння пішки є найпопулярнішим видом пересування. У Амстердамі 28% пересувань здійснюються пішки, 31% на велосипеді, 18% на громадському транспорті і лише 23% на автомобілі. У Копенгагені 62% людей добираються до школи або на роботу на велосипеді.
За межами Західної Європи до міст, які постійно включали стійкість як ключову увагу при плануванні транспорту та землекористування, належать Куритиба, Бразилія ; Богота, Колумбія ; Портленд ; і Ванкувер. У 2010 році штат Вікторія, Австралія, прийняв законодавство – Закон про інтеграцію транспорту, щоб змусити транспортні агентства активно розглядати питання сталого розвитку, включаючи вплив зміни клімату, у транспортну політику, планування та роботу.

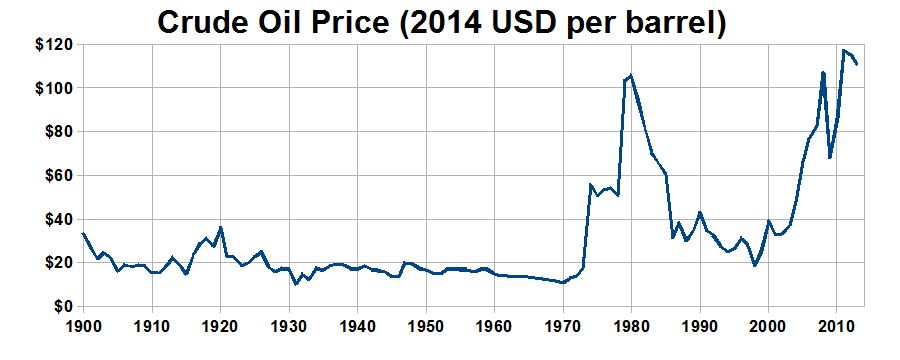
Зміна ціни на нафту протягом 1939-2007 років

Багато інших міст у всьому світі визнали необхідність пов’язати стійкість і транспортну політику, наприклад, приєднавшись до програми Cities for Climate Protection.
Деякі міста намагаються стати містами без автомобілів, наприклад, обмежити або виключити використання автомобілів.

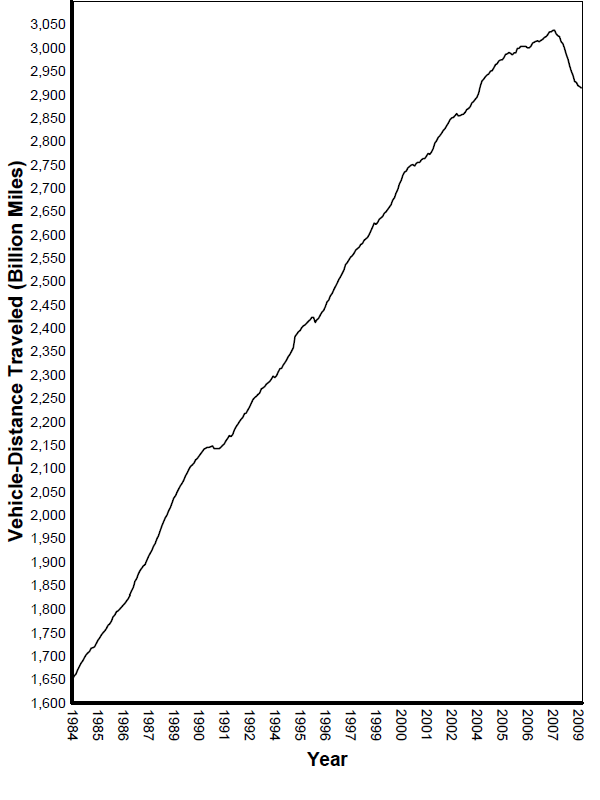
Пробіг автомобілів у США у період 1984-2009 років

У 2020 році пандемія COVID-19 підштовхнула кілька міст до ухвалення плану різкого збільшення їзди на велосипеді та ходіння пішки ; до них входили Мілан, Лондон, Брайтон і Дублін. Ці плани розробили, щоб полегшити соціальне дистанціювання шляхом уникнення громадського транспорту та в той же час запобігти зростанню заторів на дорогах і забрудненню повітря через збільшення використання автомобілів. Подібний план прийняли Нью-Йорк і Париж. Вплив пандемії на міський громадський транспорт означає, що падіння доходів спричинить навантаження на фінанси операторів і може призвести до погіршення кредитоспроможності. Уряди можуть бути змушені субсидувати операторів фінансовими переказами, у свою чергу зменшуючи ресурси, доступні для інвестицій у екологічніші транспортні системи.

### Громадські та масові дії
Збалансований транспорт — це, за своєю суттю, низовий рух, хоча зараз він визнаний таким, що має загальноміське, національне та міжнародне значення.
Незважаючи на те, що він розпочався як рух, керований екологічними проблемами, протягом останніх років посилився акцент на питаннях соціальної справедливості та рівноправності, і, зокрема, на необхідності забезпечення належного доступу та послуг для груп з низьким рівнем доходу та людей з обмеженнями мобільності, включаючи швидко зростаюча популяція громадян похилого віку. Багато людей, які найбільше піддаються впливу транспортного шуму, забруднення та ризику для безпеки, є тими, хто не володіє або не може керувати автомобілем, а також тими, для кого вартість володіння автомобілем є серйозним фінансовим тягарем.
Організація під назвою Greenxc розпочала в 2011 році національну інформаційну кампанію в Сполучених Штатах, заохочуючи людей до спільного використання автомобілів, зупиняючись у різних місцях по дорозі та документуючи свою подорож за допомогою відеозаписів, повідомлень і фотографій. Спільне використання поїздок зменшує викиди вуглекислого газу, дозволяючи кільком людям користуватися одним автомобілем замість того, щоб усі користувалися окремими автомобілями.
На початку 21 століття деякі компанії намагаються збільшити використання вітрильних суден навіть у комерційних цілях, наприклад, Fairtrannsport і New Dawn Traders.Вони створили Sail Cargo Alliance.

### Сталий розвиток
Існують різні цілі сталого розвитку (ЦСР), які сприяють розвитку сталого транспорту для досягнення визначених цілей. До них належать ЦСР 3 щодо здоров’я (підвищення безпеки дорожнього руху), ЦСР 7 щодо енергетики, ЦСР 8 щодо гідної праці та економічного зростання, ЦСР 9 щодо стійкої інфраструктури, ЦСР 11 щодо сталого розвитку міст (доступ до транспорту та розширення громадського транспорту), ЦСР 12 щодо сталого споживання та виробництва (припинення субсидій на викопне паливо ) і ЦСР 14 щодо океанів, морів і морських ресурсів.

## Останні тенденції

Зростання світового парку еелктромобілів протягом 2010-х років

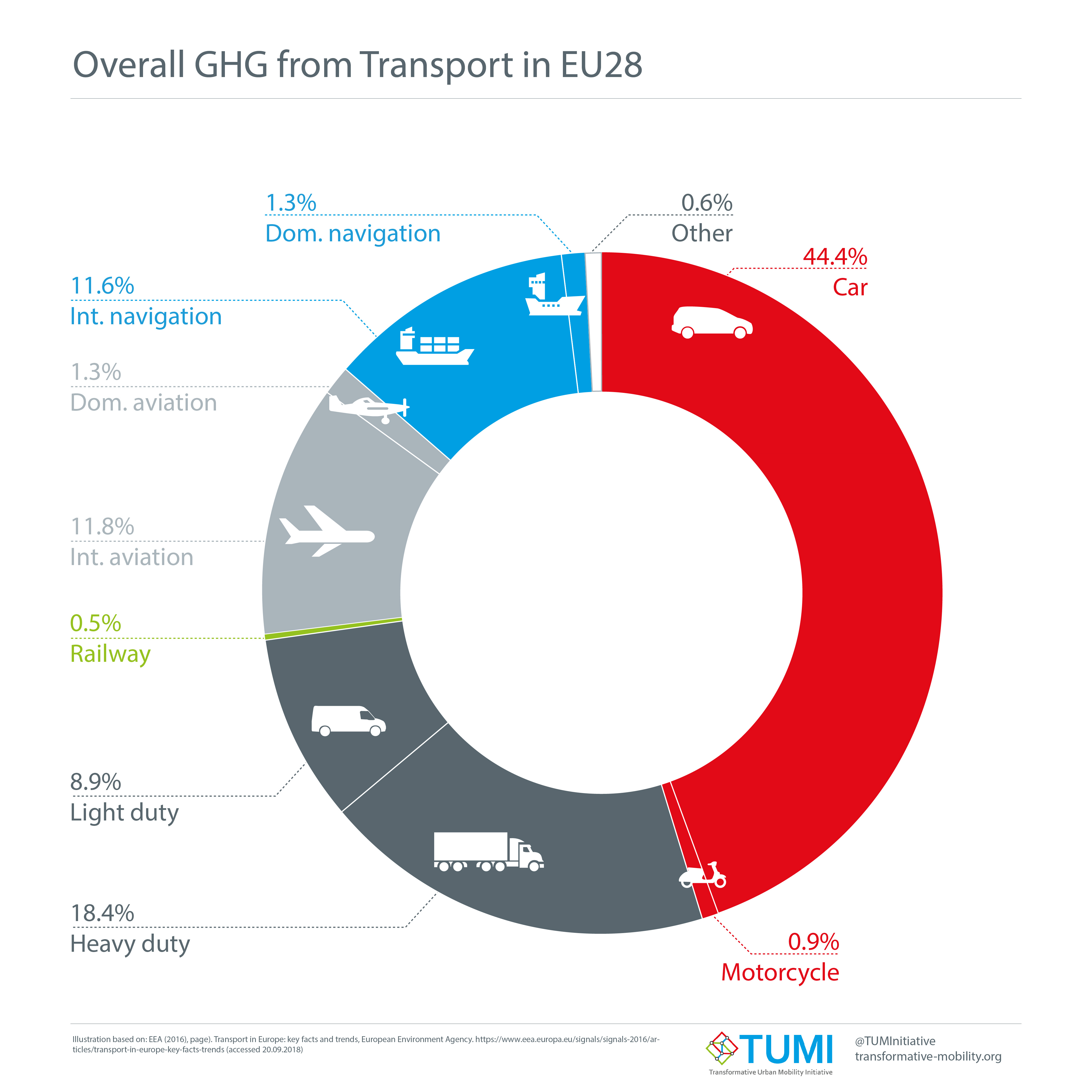
Викиди парникових газів від різних видів транспорту

Автомобільні подорожі невпинно зростали протягом двадцятого століття, але тенденції з 2000 року стали складнішими. Зростання цін на нафту з 2003 року пов’язане зі зниженням споживання палива на душу населення для подорожей приватним транспортним засобом у США, Великобританії та Австралії. У 2008 році світове споживання нафти впало на 0,8% загалом із значним зниженням споживання в Північній Америці, Західній Європі та деяких частинах Азії.

Продажі електромобілів (EV) вказують на відхід від автомобілів, що працюють на газу.

Інші фактори, що впливають на зниження кількості водіїв, принаймні в Америці, включають вихід на пенсію представників бебі-буму, які тепер менше їздять за кермом, перевагу інших видів пересування (наприклад, громадського транспорту) молодшими віковими когортами, Велику рецесію та зростання використання технологій ( Інтернет, мобільні пристрої), які зробили подорожі менш необхідними та, можливо, менш привабливими.

### Грінвошінг
Термін «зелений транспорт» часто використовується як маркетингова техніка «зеленого» маркетингу для продуктів, здатність яких не доведений позитивний внесок у екологічну стійкість. Такі вимоги можуть бути оскаржені в судовому порядку. Наприклад , Норвезький омбудсмен з прав споживачів націлився на виробників автомобілів, які стверджують, що їхні автомобілі є «екологічними», «чистими» або « екологічно чистими ». Виробникам загрожує штраф, якщо вони не приберуть ці слова з реклами. Австралійська комісія з питань конкуренції та захисту прав споживачів (ACCC) описує «зелені» заяви про продукти як «дуже розпливчасті, що спонукають споживачів надавати широкий діапазон значень заявам, що може ввести їх в оману». У 2008 році ACCC змусив роздрібного продавця автомобілів припинити екологічний маркетинг автомобілів Saab, які Федеральний суд Австралії визнав «введенням в оману».

## Інструменти та стимули

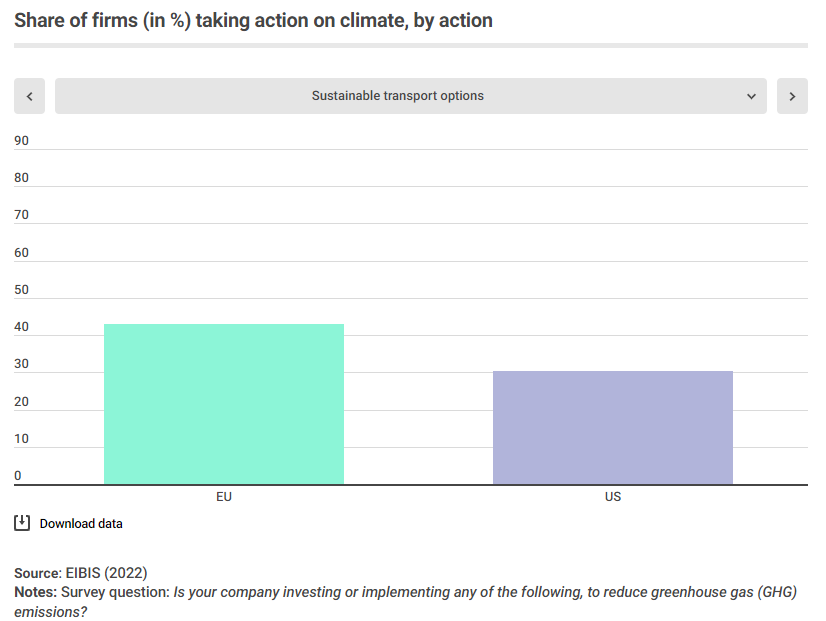
Частка компаній у ЄС та США, які вживають заходів щодо зміни клімату, включаючи варіанти сталого транспорту

Антропогенні викиди парникових газів на душу населення по країнах до 2000 року

Кілька європейських країн відкривають фінансові стимули для підтримки більш стійких видів транспорту. Європейська федерація велосипедистів, яка зосереджена на щоденній їзді на велосипеді для транспорту, створила документ, що містить неповний огляд. У Великій Британії роботодавці протягом багатьох років надають працівникам матеріальні стимули. Працівник бере в лізинг або позику велосипед, який придбав роботодавець. Ви також можете отримати іншу підтримку. Схема вигідна для працівника, який економить гроші та отримує стимул інтегрувати вправи в розпорядок дня. Роботодавець може розраховувати на податкове вирахування, менший лікарняний і менший тиск на місця для паркування автомобілів. З 2010 року в Ісландії (Samgöngugreiðslur) діє схема, згідно з якою ті, хто не їздить на роботі на автомобілі, отримують значну зарплату щомісяця. Працівник повинен підписати заяву про невикористання автомобіля для роботи частіше одного дня на тиждень або 20% днів за період. Деякі роботодавці платять фіксовані суми на основі довіри. Інші роботодавці компенсують витрати на ремонт велосипедів, проїзні квитки на громадський транспорт тощо. З 2013 року суми до 8000 ISK на місяць не оподатковуються. Більшість основних робочих місць пропонують це, і значна частка працівників використовує цю схему. З 2019 року половина суми не оподатковується, якщо працівник підписує договір про невикористання автомобіля для роботи більше 40% днів контрактного періоду.

## Історія
Більшість інструментів і концепцій сталого пересування розроблені ще до появи цієї фрази. Піша хода, перший вид пересування, й найбільш стійкий. Громадський транспорт бере свій початок принаймні з моменту винаходу громадського автобуса Блезом Паскалем у 1662 році. Перший пасажирський трамвай почав працювати в 1807 році, а перше пасажирське залізничне сполучення - в 1825 році. Велосипеди з педалями датуються 1860-ми роками. Це були єдині варіанти особистого транспорту, доступні більшості людей у західних країнах до Другої світової війни, і залишаються єдиними варіантами для більшості людей у країнах, що розвиваються. Вантажі переміщувалися силою людини, тварин або залізницею.

### Масова автомобілізація
Післявоєнні роки принесли зростання багатства та попит на набагато більшу мобільність людей і товарів. З 1950 по 1979 роки кількість транспортних засобів у Великобританії зросла в п’ять разів з подібними тенденціями в інших західних країнах. Більшість заможних країн і міст інвестували значні кошти в більші та краще спроектовані дороги та автостради, які вважалися важливими для підтримки зростання та процвітання. Транспортне планування стало відгалуженням міського планування та визначило індукований попит як ключову зміну від «передбачити та забезпечити» до сталого підходу, що включає планування землекористування та громадський транспорт. Державні інвестиції в транспорт, пішохідний і велосипедний транспорт різко скоротилися в Сполучених Штатах, Великій Британії та Австралії, хоча це не відбулося в такій самій мірі в Канаді чи материковій Європі.
Під час нафтової кризи 1973 року та енергетичної кризи 1979 року занепокоєння щодо стійкості цього підходу стало широко поширеним. Висока вартість і обмежена доступність пального призвели до відродження інтересу до альтернатив подорожам одномісним транспортним засобом.
Транспортні інновації цього періоду включають смуги для транспортних засобів з великою кількістю людей, загальноміські системи спільного використання автомобілів і управління попитом на транспорт. Сінгапур запровадив тарифікацію заторів наприкінці 1970-х років, а Курітіба почала впровадження системи швидкісного автобусу на початку 1980-х років.
Відносно низькі та стабільні ціни на нафту протягом 1980-х і 1990-х років призвели до значного збільшення кількості подорожей транспортними засобами з 1980 по 2000 рік, як безпосередньо через те, що люди вирішили подорожувати автомобілем частіше і на більші відстані, так і опосередковано через те, що міста розвивали райони приміської забудови, віддалені з магазинів і з робочих місць, що зараз називають розповзанням міст. Тенденції у логістиці вантажних перевезень, включаючи перехід від залізничних і каботажних перевезень до автомобільних вантажів і вимоги доставляти точно вчасно, означали, що вантажні перевезення зростали швидше, ніж загальні автомобільні перевезення.
У той же час академічні основи підходу до транспорту «передбачити та забезпечити» були піддані сумніву, зокрема Пітером Ньюменом у низці порівняльних досліджень міст та їхніх транспортних систем, починаючи з середини 1980-х років.

Біла книга британського уряду про транспорт ознаменувала зміну напрямку транспортного планування у Великобританії. Про це у вступі до Білої книги заявив прем'єр-міністр Тоні Блер:
Ми усвідомлюємо, що не можемо просто подолати проблеми, з якими ми стикаємося. Це було б екологічно безвідповідальним і не спрацювало б.
У супровідному документі до «Білої книги» під назвою «Розумніший вибір» досліджено потенціал розширення невеликих і розрізнених ініціатив сталого транспорту, які тоді відбувалися по всій Британії, і зроблено висновок, що комплексне застосування цих методів може скоротити поїздки автомобілями в міських районах у піковий період на більш ніж 20%.
Подібне дослідження, проведене Федеральним управлінням автомобільних доріг Сполучених Штатів, також опубліковано в 2004 році, і дійшло висновку, що більш проактивний підхід до транспортного попиту є важливим компонентом загальної національної транспортної стратегії.